# Тиберий Понтифиций
Тиберий Понтифиций (Tiberius Pontificius) е политик на Римската република през началото на 5 век пр.н.е.
През 480 пр.н.е. той е избран за народен трибун. Той се съпротивлява чрез неуспешно вето по времето на втория консулат на Марк Фабий Вибулан (с колега Гней Манлий Цинцинат), както предишния трибун Гелений Мений против събирането на войска за войната против еквите и вейите. Той работи според Ливий (Ливий, ii. 44) по аграрен закон.